# Estados Unidos nos Jogos Olímpicos de Verão da Juventude de 2010
Os Estados Unidos participaram dos Jogos Olímpicos de Verão da Juventude de 2010 em Singapura. A delegação americana foi composta por 82 atletas que competiram em 18 esportes. O país conquistou quatro ouros, nove pratas e oito bronzes.

## Medalhistas
| Medalha | Nome | Esporte            | Evento                             | Data         |
| ------- | --- | ------------------ | ---------------------------------- | ------------ |
| Ouro    | Kaitlyn Jones | Natação            | 200 m medley feminino              | 15 de agosto |
| Ouro    | Maxamillian Schneider | Judô               | Até 66 kg masculino                | 21 de agosto |
| Ouro    | Robin Reynolds | Atletismo          | 400 m feminino                     | 21 de agosto |
| Ouro    | Katelyn Bouyssou | Judô               | Até 52 kg feminino                 | 22 de agosto |
| Prata   | Celina Merza | Esgrima            | Sabre individual feminino          | 16 de agosto |
| Prata   | Kiera Janzen | Natação            | 400 m livre feminino               | 16 de agosto |
| Prata   | Kevin McDowell | Triatlo            | Individual masculino               | 16 de agosto |
| Prata   | Alexander Massialas | Esgrima            | Florete individual masculino       | 17 de agosto |
| Prata   | Kaitlyn Jones | Natação            | 200 m costas feminino              | 17 de agosto |
| Prata   | Jordan Rogers | Luta               | Livre até 76 kg masculino          | 17 de agosto |
| Prata   | Myasia Jacobs | Atletismo          | 100 m feminino                     | 21 de agosto |
| Prata   | Devin Bogert | Atletismo          | Lançamento de dardo masculino      | 22 de agosto |
| Prata   | Samantha Cash Crystal Graff Micha Hancock Natalie Hayes Christina Higgins Madison Kamp Lauren Teknipp Elizabeth McMahon Katherine Mitchell Tiffany Morales Olivia Okoro Taylor Simpson | Voleibol           | Torneio Feminino de Voleibol       | 25 de agosto |
| Bronze  | Kelly Whitley | Triatlo            | Individual feminino                | 15 de agosto |
| Bronze  | Gregory English | Taekwondo          | Até 48 kg masculino                | 15 de agosto |
| Bronze  | Jessie Bates | Taekwondo          | Até 49 kg feminino                 | 16 de agosto |
| Bronze  | Le'Tristan Pledger | Atletismo          | Salto em distância feminino        | 21 de agosto |
| Bronze  | Hannah Carson | Atletismo          | Lançamento de dardo feminino       | 22 de agosto |
| Bronze  | Olivia Ekpone | Atletismo          | 200 m feminino                     | 22 de agosto |
| Bronze  | Michael Hixon | Saltos ornamentais | Trampolim 3 m individual masculino | 22 de agosto |
| Bronze  | Amber Henson Andraya Carter Briyona Canty Kiah Stokes | Basquetebol        | Torneio Feminino de Basquetebol    | 23 de agosto |

## Atletismo

### Feminino
| Evento                        | Atleta                                                               | Qualificação | Qualificação | Final     | Final         |
| Evento                        | Atleta                                                               | Resultado    | Posição      | Resultado | Posição       |
| ----------------------------- | -------------------------------------------------------------------- | ------------ | ------------ | --------- | ------------- |
| 400 m com barreiras feminino  | Amber Bryant Brock                                                   | 59.46        | 3º (1º q1)   | 1:00.72   | 6º (Final A)  |
| 1000 m feminino               | Claudia Francis                                                      | 2:51.99      | 9º (5º q1)   | 2:55.73   | 12º (Final A) |
| Lançamento de dardo feminino  | Hannah Carson                                                        | 48,64        | 5º           | 50,64     | [ 8 ]         |
| Salto em distância feminino   | Le'Tristan Pledger                                                   | 6,01         | 3º           | 6,17      | [ 10 ]        |
| 100 m feminino                | Myasia Jacobs                                                        | 11.74        | 2º (1º q1)   | 11.64     | [ 12 ]        |
| Revezamento feminino          | Myasia Jacobs e Robin Reynolds (como integrantes da equipe Américas) |              |              | 2:05.62   | [ 13 ]        |
| 200 m feminino                | Olivia Ekpone                                                        | 24.05        | 2º (1º q2)   | 23.75     | [ 15 ]        |
| Salto com vara feminino       | Reed Hancock                                                         | Sem marca    | --           | 3,30      | 7º (Final B)  |
| 400 m feminino                | Robin Reynolds                                                       | 53.21        | 2º (1º q1)   | 52.57     | [ 19 ]        |
| Arremesso de peso feminino    | Sarah Howard                                                         | 13,87        | 7º           | 13,44     | 8º (Final A)  |
| Arremesso de disco feminino   | Sarah Tolson                                                         | 42,58        | 10º          | 44,97     | 1º (Final B)  |
| Arremesso de martelo feminino | Shelby Ashe                                                          | 58,01        | 3º           | 49,16     | 8º (Final A)  |
| 100 m com barreiras feminino  | Trinity Wilson                                                       | 13.88        | 6º (1º q1)   | 13.71     | 6º (Final A)  |

### Masculino
| Evento                            | Atleta                                           | Qualificação    | Qualificação | Final      | Final        |
| Evento                            | Atleta                                           | Resultado       | Posição      | Resultado  | Posição      |
| --------------------------------- | ------------------------------------------------ | --------------- | ------------ | ---------- | ------------ |
| 200 m masculino                   | Brandon Sanders                                  | 21.81           | 7º (2º q3)   | 21.44      | 4º (Final A) |
| 2000 m com obstáculos masculino   | Daniel Wong                                      | 6:05.92         | 8º           | 5:57.29    | 8º (Final A) |
| Lançamento de dardo masculino     | Devin Bogert                                     | 74,24           | 3º           | 76,88      | [ 33 ]       |
| 400 m com barreiras masculino     | Gregory Coleman                                  | Desclassificado | -- (q3)      | Não largou | -- (Final C) |
| Salto em altura masculino         | Gunnar Nixon                                     | 2,10            | 4º           | 2,11       | 6º (Final A) |
| 400 m masculino                   | Najee Glass                                      | 47.83           | 7º (2º q1)   | 47.65      | 6º (Final A) |
| Revezamento masculino             | Najee Glass (como integrante da equipe Américas) |                 |              | 1:51.38    | [ 40 ]       |
| Salto com vara masculino          | Reese Watson                                     | 4,60            | 9º           | 4,50       | 2º (Final B) |
| Marcha atlética masculina (10 km) | Tyler Sorenson                                   |                 |              | 47:07.77   | 10º          |

## Badminton
| Evento            | Atleta              | Fase de grupos | Fase de grupos                           | Fase de grupos                       | Fase de grupos                       | Fase de grupos | Quartas-de-final | Semifinais  | Final       | Pos. final |
| Evento            | Atleta              | Grupo          | 1ª rodada                                | 2ª rodada                            | 3ª rodada                            | Pos.           | Quartas-de-final | Semifinais  | Final       | Pos. final |
| ----------------- | ------------------- | -------------- | ---------------------------------------- | ------------------------------------ | ------------------------------------ | -------------- | ---------------- | ----------- | ----------- | ---------- |
| Simples feminino  | Cee Nantana Ketpura | B              | AUT Alexandra Mathis V 2-0 (21-10, 21-9) | GBR Sarah Milne D 0-2 (19-21, 19-21) | FRA Lea Palermo V 2-0 (21-13, 21-13) | 2º             | Não avançou      | Não avançou | Não avançou | --         |
| Simples masculino | Zenas Lam           | A              | ZAM Ngosa Chongo V 2-0 (21-15, 21-14)    | MEX Job Castillo D 0-2 (18-21, 9-21) | KOR Kang Ji-Wook D 0-2 (16-21, 9-21) | 3º             | Não avançou      | Não avançou | Não avançou | --         |

## Basquetebol
| Evento                           | Elenco                                                  | Preliminares | Preliminares                                                                                   | Preliminares | Quartas-de-final          | Semifinais            | Disputa pelo bronze | Pos. final        |
| Evento                           | Elenco                                                  | Grupo        | Resultados                                                                                     | Pos.         | Quartas-de-final          | Semifinais            | Disputa pelo bronze | Pos. final        |
| -------------------------------- | ------------------------------------------------------- | ------------ | ---------------------------------------------------------------------------------------------- | ------------ | ------------------------- | --------------------- | ------------------- | ----------------- |
| Torneio Feminino de Basquetebol  | Amber Henson Andraya Carter Briyona Canty Kiah Stokes   | B            | ANG Angola V 30-8 Cingapura V 34-11 GER Alemanha V 33-6 BLR Bielorrússia V 33-5                | 1º           | KOR Coreia do Sul V 34-10 | AUS Austrália D 23-25 | CAN Canadá V 34-16  | Medalha de bronze |
| Torneio Masculino de Basquetebol | Angelo Chol Brandan Kearney Kyle Caudill Sterling Gibbs | C            | TUR Turquia V 23-17 ISR Israel V 27-20 Cingapura V 31-21 CAF República Centro-Africana V 32-28 | 1º           | ESP Espanha V 28-19       | SRB Sérvia D 29-34    | GRE Grécia D 25-34  | 4º                |

## Boxe
| Evento                  | Atleta        | Preliminares                        | Disputa pelo 5º lugar      | Pos. final |
| ----------------------- | ------------- | ----------------------------------- | -------------------------- | ---------- |
| Peso pesado (até 91 kg) | Joshua Temple | CUB Lenier Eunice Pero D RSC 1 2:11 | RUS Alexander Ivanov D 3-5 | 6º         |

## Desportos aquáticos

### Natação

#### Feminino
| Evento                  | Atleta                                                    | Qualificação | Qualificação | Semifinais  | Semifinais   | Final         | Final            |
| Evento                  | Atleta                                                    | Resultado    | Posição      | Resultado   | Posição      | Resultado     | Posição          |
| ----------------------- | --------------------------------------------------------- | ------------ | ------------ | ----------- | ------------ | ------------- | ---------------- |
| 100 m costas feminino   | Allison Roberts                                           | 1:04.53      | 8º (2º q4)   | 1:04.55     | 10º (6º sf1) | Não avançou   | Não avançou      |
| 200 m costas feminino   | Allison Roberts                                           | 2:17.29      | 9º (4º q4)   |             |              | Não avançou   | Não avançou      |
| 100 m livre feminino    | Jordan Mattern                                            | 57.81        | 10º (4º q7)  | 57.36       | 8º (4º sf1)  | 57.52         | 7º               |
| 200 m livre feminino    | Jordan Mattern                                            | 2:02.91      | 4º (2º q5)   |             |              | 2:03.28       | 7º               |
| 400 m livre feminino    | Jordan Mattern                                            | 4:19.51      | 7º (2º q3)   |             |              | 4:14.94       | 6º               |
| 200 m medley feminino   | Jordan Mattern                                            | 2:19.55      | 6º (3º q4)   |             |              | 2:19.70       | 6º               |
| 200 m costas feminino   | Kaitlyn Jones                                             | 2:13.46      | 1º (q4)      |             |              | 2:12.20       | Medalha de prata |
| 200 m medley feminino   | Kaitlyn Jones                                             | 2:16.57      | 2º (2º q2)   |             |              | 2:14.53       | Medalha de ouro  |
| 50 m livre feminino     | Kiera Janzen                                              | 27.93        | 27º (4º q6)  | Não avançou | Não avançou  | Não avançou   | Não avançou      |
| 200 m livre feminino    | Kiera Janzen                                              | 2:02.09      | 1º (q5)      |             |              | 2:02.01       | 4º               |
| 400 m livre feminino    | Kiera Janzen                                              | 4:18.36      | 4º (1º q2)   |             |              | 4:14.28       | Medalha de prata |
| 4x100 m livre feminino  | Kiera Janzen Jordan Mattern Kaitlyn Jones Allison Roberts | 3:56.12      | 6º (4º q1)   |             |              | 3:54.26       | 6º               |
| 4x100 m medley feminino | Kiera Janzen Jordan Mattern Kaitlyn Jones Allison Roberts | 4:26.15      | 9º (4º q2)   |             |              | Não avançaram | Não avançaram    |

#### Masculino
| Evento                    | Atleta                                                     | Qualificação | Qualificação | Semifinais  | Semifinais   | Final         | Final         |
| Evento                    | Atleta                                                     | Resultado    | Posição      | Resultado   | Posição      | Resultado     | Posição       |
| ------------------------- | ---------------------------------------------------------- | ------------ | ------------ | ----------- | ------------ | ------------- | ------------- |
| 200 m costas masculino    | Austin Ringquist                                           | 2:05.36      | 8º (3º q3)   |             |              | 2:04.85       | 7º            |
| 200 m medley masculino    | Austin Ringquist                                           | 2:06.51      | 14º (6º q4)  |             |              | Não avançou   | Não avançou   |
| 50 m livre masculino      | Erich Peske                                                | 23.52        | 7º (3º q6)   | 23.56       | 11º (6º sf2) | Não avançou   | Não avançou   |
| 100 m borboleta masculino | Erich Peske                                                | 54.50        | 3º (1º q5)   | 54.29       | 6º (2º sf2)  | 54.93         | 8º            |
| 200 m borboleta masculino | Erich Peske                                                | 2:05.09      | 13º (6º q3)  |             |              | Não avançou   | Não avançou   |
| 200 m livre masculino     | Steve Schmuhl                                              | 1:53.81      | 17º (6º q5)  |             |              | Não avançou   | Não avançou   |
| 100 m costas masculino    | Steve Schmuhl                                              | 58.01        | 13º (5º q4)  | 57.64       | 12º (6º sf2) | Não avançou   | Não avançou   |
| 100 m livre masculino     | Thomas Stephens                                            | 52.20        | 21º (7º q7)  | Não avançou | Não avançou  | Não avançou   | Não avançou   |
| 200 m livre masculino     | Thomas Stephens                                            | 1:52.35      | 11º (2º q6)  |             |              | Não avançou   | Não avançou   |
| 400 m livre masculino     | Thomas Stephens                                            | 4:02.11      | 12º (3º q2)  |             |              | Não avançou   | Não avançou   |
| 4x100 m livre masculino   | Steve Schmuhl Thomas Stephens Austin Ringquist Erich Peske | 3:27.11      | 3º (2º q1)   |             |              | 3:25.56       | 5º            |
| 4x100 m medley masculino  | Steve Schmuhl Thomas Stephens Austin Ringquist Erich Peske | 3:52.98      | 11º (6º q2)  |             |              | Não avançaram | Não avançaram |

#### Misto
| Evento               | Atleta                                                    | Qualificação | Qualificação | Semifinais | Semifinais | Final     | Final   |
| Evento               | Atleta                                                    | Resultado    | Posição      | Resultado  | Posição    | Resultado | Posição |
| -------------------- | --------------------------------------------------------- | ------------ | ------------ | ---------- | ---------- | --------- | ------- |
| 4x100 m livre misto  | Erich Peske Kiera Janzen Jordan Mattern Thomas Stephens   | 3:38.89      | 5º (3º q2)   |            |            | 3:39.08   | 6º      |
| 4x100 m medley misto | Erich Peske Kaitlyn Jones Jordan Mattern Austin Ringquist | 4:04.29      | 7º (4º q2)   |            |            | 4:02.90   | 6º      |

### Saltos ornamentais
| Evento                              | Atleta        | Elims. | Elims. | Final  | Final             |
| Evento                              | Atleta        | Pontos | Pos.   | Pontos | Pos. final        |
| ----------------------------------- | ------------- | ------ | ------ | ------ | ----------------- |
| Trampolim 3 m individual feminino   | Annika Lenz   | 341.45 | 12º    | 380.70 | 8º                |
| Plataforma 10 m individual feminino | Annika Lenz   | 407.00 | 3º     | 429.50 | 4º                |
| Trampolim 3 m individual masculino  | Michael Hixon | 541.15 | 3º     | 554.65 | Medalha de bronze |

## Esgrima
| Evento                       | Atleta              | Qualificação | Qualificação | Oitavas-de-final         | Quartas-de-final                   | Semifinais                  | Final                         | Pos. final       |
| Evento                       | Atleta              | Oponente Resultado | Pos.         | Oponente Resultado       | Oponente Resultado                 | Oponente Resultado          | Oponente Resultado            | Pos. final       |
| ---------------------------- | ------------------- | --- | ------------ | ------------------------ | ---------------------------------- | --------------------------- | ----------------------------- | ---------------- |
| Florete individual masculino | Alexander Massialas | HKG Nicholas Edward Choi V 5-3 CZE Alexander Choupenitch V 5-1 DEN Alexandros Boeskov-Tsoronis V 5-2 TUR Tevfik Burak Babaoglu V 5-0 CUB Redys Prades Rosabal V 5-2 SIN Xian Shi Justin Ong V 5-0 | 1º           | Sem oponente             | GBR Alexander Tofalidis V 15-12    | KOR Lee Kwang-Hyun V 15-8   | ITA Edoardo Luperi D 11-15    | Medalha de prata |
| Sabre individual feminino    | Celina Merza        | CHN Wan Yini V 5-3 COD Makwanya Nyabileke V 5-0 GER Anja Musch V 5-2 IRQ Ema Hilwiyah V 5-0 POL Angelika Wator V 5-1 UKR Alina Komaschuk D 4-5                                                    | 1º           | Sem oponente             | EGY Mennatalla Yasser Ahmed V 15-4 | GER Anja Musch V 15-10      | RUS Yana Egorian D 8-15       | Medalha de prata |
| Espada individual feminino   | Katharine Holmes    | SIN R.H. Rahardja V 5-3 JOR Damyan Jaqman V 5-0 CHN Lin Sheng D 1-5 ITA Alberta Santuccio V 3-2 POL Martyna Swatowska V 4-3 SUI Pauline Brunner V 5-1                                             | 3º           | Sem oponente             | ROM Amalia Tataran V 15-10         | ITA Alberta Santuccio D 8-9 | POL Martyna Swatowska D 9-15* | 4º               |
| Florete individual feminino  | Mona Shaito         | LIB Rita Abou Jaoude V 5-0 CAN Alanna Goldie D 2-5 RUS Victoria Alexeeva V 5-3 EGY Menatalla Daw V 5-1 SEN Mame Nado V 5-0 ITA Camilla Mancini D 4-5                                              | 4º           | SEN Mame Ndao V 15-1     | ITA Camilla Mancini D 10-15        | Não avançou                 | Não avançou                   | 5º               |
| Sabre individual masculino   | Will Spear          | HUN Andras Szatmari V 5-3 RUS Artur Okunev V 5-2 CAN Miguel Breault-Mallette D 3-5 ITA Leonardo Affede D 1-5 KOR Song Jong-Hun V 5-1                                                              | 6º           | EGY Ziad Elsissy V 15-10 | ITA Leonardo Affede D 9-15         | Não avançou                 | Não avançou                   | 6º               |

| Evento         | Atleta                                                                                                   | Oitavas-de-final   | Quartas-de-final        | Semifinal               | Disputa pelo bronze           | Pos. final        |
| Evento         | Atleta                                                                                                   | Oponente Resultado | Oponente Resultado      | Oponente Resultado      | Oponente Resultado            | Pos. final        |
| -------------- | --- | ------------------ | ----------------------- | ----------------------- | ----------------------------- | ----------------- |
| Equipes mistas | Alexander Massialas, Celina Merza, Katharine Holmes e Will Spear (como integrantes da equipe Américas 1) | Sem oponente       | Equipe Europa 3 V 30-28 | Equipe Europa 1 D 25-30 | Equipe Ásia-Oceania 1 V 30-24 | Medalha de bronze |

| Evento         | Atleta                                             | Oitavas-de-final      | Quartas-de-final        | Classificação 5-8       | Disputa pelo 7º lugar         | Pos. final |
| Evento         | Atleta                                             | Oponente Resultado    | Oponente Resultado      | Oponente Resultado      | Oponente Resultado            | Pos. final |
| -------------- | -------------------------------------------------- | --------------------- | ----------------------- | ----------------------- | ----------------------------- | ---------- |
| Equipes mistas | Mona Shaito (como integrante da equipe Américas 2) | Equipe África V 28-25 | Equipe Europa 1 D 17-30 | Equipe Europa 3 D 23-30 | Equipe Ásia-Oceania 2 V 28-27 | 7º         |

* Disputa pelo bronze

## Ginástica

### Ginástica artística
| Atleta      | Evento                     | Qualificação | Qualificação | Final por aparelhos | Final por aparelhos | Final individual geral | Final individual geral | Final individual geral | Final individual geral | Final individual geral | Final individual geral | Final individual geral | Final individual geral |
| Atleta      | Evento                     | Result.      | Pos.         | Result.             | Pos.                | Solo                   | Salto                  | Cavalo com alças       | Argolas                | Barras paralelas       | Barra fixa             | Total                  | Pos.                   |
| ----------- | -------------------------- | ------------ | ------------ | ------------------- | ------------------- | ---------------------- | ---------------------- | ---------------------- | ---------------------- | ---------------------- | ---------------------- | ---------------------- | ---------------------- |
| Jesse Glenn | Solo masculino             | 13.800       | 14º          | Não avançou         | Não avançou         |                        |                        |                        |                        |                        |                        |                        |                        |
| Jesse Glenn | Cavalo com alças masculino | 11.750       | 32º          | Não avançou         | Não avançou         |                        |                        |                        |                        |                        |                        |                        |                        |
| Jesse Glenn | Argolas masculino          | 14.000       | 7º           | 13.375              | 8º                  |                        |                        |                        |                        |                        |                        |                        |                        |
| Jesse Glenn | Salto masculino            | 15.650       | 8º           | Desistiu            | Desistiu            |                        |                        |                        |                        |                        |                        |                        |                        |
| Jesse Glenn | Barras paralelas masculino | 12.300       | 30º          | Não avançou         | Não avançou         |                        |                        |                        |                        |                        |                        |                        |                        |
| Jesse Glenn | Barra fixa masculino       | 13.150       | 23º          | Não avançou         | Não avançou         |                        |                        |                        |                        |                        |                        |                        |                        |
| Jesse Glenn | Individual geral masculino | 80.650       | 20º          |                     |                     | Não avançou            | Não avançou            | Não avançou            | Não avançou            | Não avançou            | Não avançou            | Não avançou            | Não avançou            |

### Ginástica rítmica
| Evento           | Atleta           | Qualificação | Qualificação | Qualificação | Qualificação | Qualificação | Qualificação | Final  | Final  | Final  | Final  | Final  | Final      |
| Evento           | Atleta           | Corda        | Arco         | Maças        | Fita         | Total        | Pos.         | Corda  | Arco   | Maças  | Fita   | Total  | Pos. final |
| ---------------- | ---------------- | ------------ | ------------ | ------------ | ------------ | ------------ | ------------ | ------ | ------ | ------ | ------ | ------ | ---------- |
| Individual geral | Polina Kozitskiy | 23.475       | 23.475       | 22.325       | 22.700       | 91.975       | 8º           | 22.900 | 23.050 | 23.100 | 23.075 | 92.125 | 7º         |

### Ginástica de trampolim
| Evento    | Atleta           | Qualificação | Qualificação | Final       | Final       |
| Evento    | Atleta           | Result.      | Pos.         | Result.     | Pos.        |
| --------- | ---------------- | ------------ | ------------ | ----------- | ----------- |
| Masculino | Hunter Brewster  | 33.700       | 11º          | Não avançou | Não avançou |
| Feminino  | Savannah Vinsant | 64.600       | 2º           | 33.500      | 5º          |

## Halterofilismo
| Evento             | Atleta       | Peso corporal (kg) | Arranque (kg) | Arranque (kg) | Arranque (kg) | Arranque (kg) | Arremesso (kg) | Arremesso (kg) | Arremesso (kg) | Arremesso (kg) | Total (kg) | Pos. final |
| Evento             | Atleta       | Peso corporal (kg) | 1             | 2             | 3             | Res.          | 1              | 2              | 3              | Res.           | Total (kg) | Pos. final |
| ------------------ | ------------ | ------------------ | ------------- | ------------- | ------------- | ------------- | -------------- | -------------- | -------------- | -------------- | ---------- | ---------- |
| Até 63 kg feminino | Jessica Beed | 62,11              | 70            | 75            | 75            | 75            | 90             | 93             | 93             | 90             | 165        | 7º         |

## Hipismo
| Evento            | Atleta                                                                       | Cavalo     | Preliminares | Preliminares | Preliminares | Preliminares | Preliminares | Preliminares | Final       | Final       | Pos. final |
| Evento            | Atleta                                                                       | Cavalo     | Rodada A     | Rodada A     | Rodada B     | Rodada B     | Rodada B     | Total A+B    | Penal.      | Tempo       | Pos. final |
| Evento            | Atleta                                                                       | Cavalo     | Penal. salto | Pos.         | Penal. salto | Penal. tempo | Total B      | Total A+B    | Penal.      | Tempo       | Pos. final |
| ----------------- | ---------------------------------------------------------------------------- | ---------- | ------------ | ------------ | ------------ | ------------ | ------------ | ------------ | ----------- | ----------- | ---------- |
| Saltos individual | Eirin Bruheim                                                                | Lenny Hays | 8            | 16º          | 4            | 0            | 4            | 12           | Não avançou | Não avançou | 17º        |
| Saltos por equipe | Eirin Bruheim (como integrante da equipe América do Norte, Central e Caribe) | Lenny Hays | 16           | 6º           | 16           | 0            | 16           | 32           | Não avançou | Não avançou | 6º         |

## Judô
| Evento              | Atleta                | 1ª rodada                     | 2ª rodada                         | 3ª rodada                   | Semifinais                    | Final                        | Pos. final      |
| ------------------- | --------------------- | ----------------------------- | --------------------------------- | --------------------------- | ----------------------------- | ---------------------------- | --------------- |
| Até 52 kg feminino  | Katelyn Bouyssou      | ITA Odete Giuffrida V 011-000 | ROM Alexandra Pop V 020-000       |                             | AUT Christine Huck V 101-000  | RUS Anna Dmitrieva V 021-000 | [ 44 ]          |
| Até 66 kg masculino | Maxamillian Schneider | Sem oponente                  | IRI Farshid Ghasemi Asl V 022-000 | AZE Jalil Jalilov V 111-000 | ARM Davit Ghazaryan V 101-000 | PRK Hyon Song-Chol V 100-000 | Medalha de ouro |

| Evento         | Atleta                                                      | 1ª rodada              | 2ª rodada               | Semifinais  | Final       | Pos. final |
| -------------- | ----------------------------------------------------------- | ---------------------- | ----------------------- | ----------- | ----------- | ---------- |
| Equipes mistas | Katelyn Bouyssou (como integrante da equipe Nova York)      | Sem oponente           | ZZX Equipe Tóquio D 4-4 | Não avançou | Não avançou | 5º         |
| Equipes mistas | Maximillian Schneider (como integrante da equipe Barcelona) | ZZX Equipe Osaka D 3-5 | Não avançou             | Não avançou | Não avançou | 10º        |

## Lutas
| Evento                   | Atleta             | Preliminares           | Preliminares            | Preliminares                  | Preliminares | Disputa pelo 5º lugar       | Pos. final |
| Evento                   | Atleta             | 1ª rodada              | 2ª rodada               | 3ª rodada                     | Pos.         | Oponente Resultado          | Pos. final |
| Evento                   | Atleta             | Oponente Resultado     | Oponente Resultado      | Oponente Resultado            | Pos.         | Oponente Resultado          | Pos. final |
| ------------------------ | ------------------ | ---------------------- | ----------------------- | ----------------------------- | ------------ | --------------------------- | ---------- |
| Livre até 60 kg feminino | Jenna Rose Burkert | IND Pooja Dhanda D 0-3 | BUL Dzhanan Ahmed D 0-3 | SIN Erna Natasha Puteri V 4-0 | 3º           | NGR Christiana Victor V 3-1 | 5º         |

| Evento                    | Atleta        | Preliminares               | Preliminares       | Preliminares                | Preliminares | Final                   | Pos. final       |
| Evento                    | Atleta        | 1ª rodada                  | 2ª rodada          | 3ª rodada                   | Pos.         | Oponente Resultado      | Pos. final       |
| Evento                    | Atleta        | Oponente Resultado         | Oponente Resultado | Oponente Resultado          | Pos.         | Oponente Resultado      | Pos. final       |
| ------------------------- | ------------- | -------------------------- | ------------------ | --------------------------- | ------------ | ----------------------- | ---------------- |
| Livre até 76 kg masculino | Jordan Rogers | BEN Victorin Kouagou V 4-0 | EGY Amr Ali V 3-1  | GUM Christopher Aguon V 4-0 | 1º           | TUR Resul Kalayci D 0-4 | Medalha de prata |

| Evento                           | Atleta         | Preliminares              | Preliminares               | Preliminares               | Preliminares | Disputa pelo bronze      | Pos. final |
| Evento                           | Atleta         | 1ª rodada                 | 2ª rodada                  | 3ª rodada                  | Pos.         | Oponente Resultado       | Pos. final |
| Evento                           | Atleta         | Oponente Resultado        | Oponente Resultado         | Oponente Resultado         | Pos.         | Oponente Resultado       | Pos. final |
| -------------------------------- | -------------- | ------------------------- | -------------------------- | -------------------------- | ------------ | ------------------------ | ---------- |
| Greco-romana até 85 kg masculino | Lucas Sheridan | SOL Teia Mweia V 4-0      | EGY Hamdy Abdelwahab D 1-3 | IRQ Adil Al-Abedi V 4-0    | 2º           | UZB Ruslan Kamilov D 1-3 | 4º         |
| Livre até 63 kg masculino        | Quinton Murphy | GBS Amadeus Pereira V 4-0 | ALG Mohamed Boudraa V 4-0  | TJK Bakhodur Kadirov D 1-3 | 2º           | GEO Irakli Mosidze D 1-3 | 4º         |

## Pentatlo moderno
| Evento               | Atleta                                         | Esgrima (Espada 1 toque) | Esgrima (Espada 1 toque) | Esgrima (Espada 1 toque) | Natação (200 m livre) | Natação (200 m livre) | Natação (200 m livre) | Corrida e tiro (3000 m, pistola a laser) | Corrida e tiro (3000 m, pistola a laser) | Corrida e tiro (3000 m, pistola a laser) | Pontuação total | Pos. final |
| Evento               | Atleta                                         | Result.                  | Pos.                     | Pontos                   | Tempo                 | Pos.                  | Pontos                | Tempo                                    | Pos.                                     | Pontos                                   | Pontuação total | Pos. final |
| -------------------- | ---------------------------------------------- | ------------------------ | ------------------------ | ------------------------ | --------------------- | --------------------- | --------------------- | ---------------------------------------- | ---------------------------------------- | ---------------------------------------- | --------------- | ---------- |
| Individual feminino  | Anna Olesinski                                 | 14                       | 8º                       | 920                      | 2:27.69               | 18º                   | 1028                  | 12:21.48                                 | 3º                                       | 2036                                     | 3984            | 4º         |
| Individual masculino | Nathan Schrimsher                              | 12                       | 7º                       | 840                      | 2:08.31               | 9º                    | 1264                  | 12:02.95                                 | 17º                                      | 2112                                     | 4216            | 13º        |
| Equipes mistas       | Anna Olesinski e CHN Han Jiahao                | 46                       | 11º                      | 820                      | 2:04.24               | 8º                    | 1312                  | 15:34.18                                 | 6º                                       | 2344                                     | 4476            | 7º         |
| Equipes mistas       | Nathan Schrimsher e CUB Leydi Laura Moya López | 38                       | 20º                      | 740                      | 2:03.98               | 7º                    | 1316                  | 16:33.21                                 | 17º                                      | 2108                                     | 4164            | 16º        |

## Taekwondo
| Evento                 | Atleta          | 1ª rodada            | Quartas-de-final              | Semifinais                   | Final       | Pos. final        |
| ---------------------- | --------------- | -------------------- | ----------------------------- | ---------------------------- | ----------- | ----------------- |
| Mais de 63 kg feminino | Adrienne Ivey   | Sem oponente         | CHN Zheng Shuyin D 0-1        | Não avançou                  | Não avançou | 6º                |
| Até 48 kg masculino    | Gregory English | Sem oponente         | GER Semih Gokmen V 4-1        | GER Mohammad Soleimani D 1-3 | Não avançou | Medalha de bronze |
| Até 49 kg feminino     | Jessie Bates    | KOR Kim So-Hui V 9-6 | BHU Chimi Wangmo V RSC 2 0:25 | JOR Dana Touran D 1-2        | Não avançou | Medalha de bronze |

## Tênis de mesa
| Evento           | Atleta      | Preliminares | Preliminares | Preliminares | 2ª fase | 2ª fase | 2ª fase | Quartas-de-final | Semifinais  | Final       | Pos. final |
| Evento           | Atleta      | Grupo        | Confrontos | Pos.         | Grupo   | Confrontos | Pos.    | Quartas-de-final | Semifinais  | Final       | Pos. final |
| ---------------- | ----------- | ------------ | --- | ------------ | ------- | --- | ------- | ---------------- | ----------- | ----------- | ---------- |
| Simples feminino | Ariel Hsing | H            | PUR Carelyn Cordero V 3-0 (11-8, 11-9, 11-6) HKG Ka Yee Ng D 2-3 (11-9, 7-11, 11-7, 9-11, 3-11) SRI Nuwani Vithanage V 3-1 (11-9, 11-5, 6-11, 11-9) | 2º           | BB      | CRO Mateja Jeger V 3-2 (11-7, 11-7, 5-11, 12-14, 11-7) SIN Isabelle Siyun Li D 1-3 (12-10, 5-11, 4-11, 9-11) KOR Yang Ha-Eun D 0-3 (8-11, 11-13, 6-11) | 4º      | Não avançou      | Não avançou | Não avançou | --         |

| Evento         | Atleta                                                | Preliminares | Preliminares                                                     | Preliminares | 2ª fase consolação        | 2ª fase consolação        | Pos. final |
| Evento         | Atleta                                                | Grupo        | Confrontos                                                       | Pos.         | 1ª rodada                 | 2ª rodada                 | Pos. final |
| -------------- | ----------------------------------------------------- | ------------ | ---------------------------------------------------------------- | ------------ | ------------------------- | ------------------------- | ---------- |
| Equipes mistas | Ariel Hsing e PAR Axel Gavilán (Equipe Pan-América 1) | A            | BRA Brasil D 1-2 (1-3, 3-1, 2-3) JPN Japão D 0-3 (2-3, 0-3, 0-3) | 3º           | África 1 V 2-0 (3-0, 3-0) | Europa 6 D 0-2 (2-3, 1-3) | 21º        |

## Tiro com arco
| Evento               | Atleta                           | Qualificatória | Qualificatória | 1ª rodada                                      | Oitavas-de-final           | Quartas-de-final   | Semi-finais        | Final              | Pos. final |
| Evento               | Atleta                           | Resultado      | Pos.           | Oponente Resultado                             | Oponente Resultado         | Oponente Resultado | Oponente Resultado | Oponente Resultado | Pos. final |
| -------------------- | -------------------------------- | -------------- | -------------- | ---------------------------------------------- | -------------------------- | ------------------ | ------------------ | ------------------ | ---------- |
| Individual masculino | Ben Chu                          | 577            | 25º            | JPN Tsukushi Koiwa D 4-6                       | Não avançou                | Não avançou        | Não avançou        | Não avançou        | --         |
| Individual feminino  | Miranda Leek                     | 550            | 27º            | KAZ Farida Tukebayeva V 6-4                    | GER Isabel Viehmeier D 2-6 | Não avançou        | Não avançou        | Não avançou        | --         |
| Equipes mistas       | Ben Chu e UKR Lidiia Sichenikova |                |                | SLO Brina Božič/ AUS Benjamin Nott D 5-6       | Não avançaram              | Não avançaram      | Não avançaram      | Não avançaram      | --         |
| Equipes mistas       | Miranda Leek e IND Atanu Das     |                |                | NED Maud Custers/ ARM Vasil Shahnazaryan D 4-6 | Não avançaram              | Não avançaram      | Não avançaram      | Não avançaram      | --         |

## Triatlo
| Evento               | Triatleta                                                              | Natação | Transição 1 | Ciclismo | Transição 2 | Corrida | Tempo total | Pos.              |
| -------------------- | ---------------------------------------------------------------------- | ------- | ----------- | -------- | ----------- | ------- | ----------- | ----------------- |
| Individual feminino  | Kelly Whitley                                                          | 10:13   | 0:33        | 31:31    | 0:25        | 18:31   | 1:01:13.49  | Medalha de bronze |
| Individual masculino | Kevin McDowell                                                         | 8:54    | 0:27        | 28:31    | 0:22        | 16:41   | 54:55.28    | Medalha de prata  |
| Revezamento misto    | Kelly Whitley e Kevin McDowell (como integrantes da equipe Américas 1) |         |             |          |             |         | 1:19:58.88  | Medalha de bronze |

## Vela
| Evento               | Atleta        | Regata | Regata | Regata | Regata | Regata | Regata | Regata | Regata | Regata | Regata | Regata | Total | Posição |
| Evento               | Atleta        | 1      | 2      | 3      | 4      | 5      | 6      | 7      | 8      | 9      | 10     | M      | Total | Posição |
| -------------------- | ------------- | ------ | ------ | ------ | ------ | ------ | ------ | ------ | ------ | ------ | ------ | ------ | ----- | ------- |
| Techno 293 masculino | Ian Stokes    | OCS    | 20     | 15     | 12     | 19     | 14     | 17     | 15     | 18     | 18     | 21     | 169   | 20º     |
| Techno 293 feminino  | Margot Samson | 16     | 16     | 14     | 16     | 16     | 10     | 15     | 15     | 17     | DNC    | 14     | 149   | 16º     |

Notas:
- M – Regata da Medalha
- OCS – On the Course Side of the starting line
- DSQ – Disqualified (Desclassificado)
- DNF – Did Not Finish (Não completou)
- DNS – Did Not Start (Não largou)
- BFD – Black Flag Disqualification (Desclassificado por bandeira preta)
- RAF – Retired after Finishing (Retirou-se após completar a prova)

## Voleibol
Feminino:
| Elenco | Preliminares                                                                                | Preliminares | Semi-finais                           | Final                                          | Pos. final       |
| Elenco | Grupo B                                                                                     | Pos.         | Semi-finais                           | Final                                          | Pos. final       |
| --- | ------------------------------------------------------------------------------------------- | ------------ | ------------------------------------- | ---------------------------------------------- | ---------------- |
| Samantha Cash, Crystal Graff, Micha Hancock, Natalie Hayes, Christina Higgins, Madison Kamp, Elizabeth McMahon, Katherine Mitchell, Tiffany Morales, Olivia Okoro, Taylor Simpson, Lauren Teknipp | BEL Bélgica V 3-2 (25-22, 15-25, 25-20, 18-25, 15-11) EGY Egito V 3-0 (25-18, 25-19, 25-23) | 1º           | JPN Japão V 3-0 (25-20, 25-23, 25-23) | BEL Bélgica D 1-3 (25-17, 20-25, 18-25, 12-25) | Medalha de prata |